# Rani Ki Vav
Der Rani Ki Vav (Gujarati રાણકી વાવ) ist ein Stufenbrunnen in der Stadt Patan im indischen Bundesstaat Gujarat. Er wurde im Jahr 2014 in die Liste des UNESCO-Weltkulturerbes aufgenommen.

## Geschichte

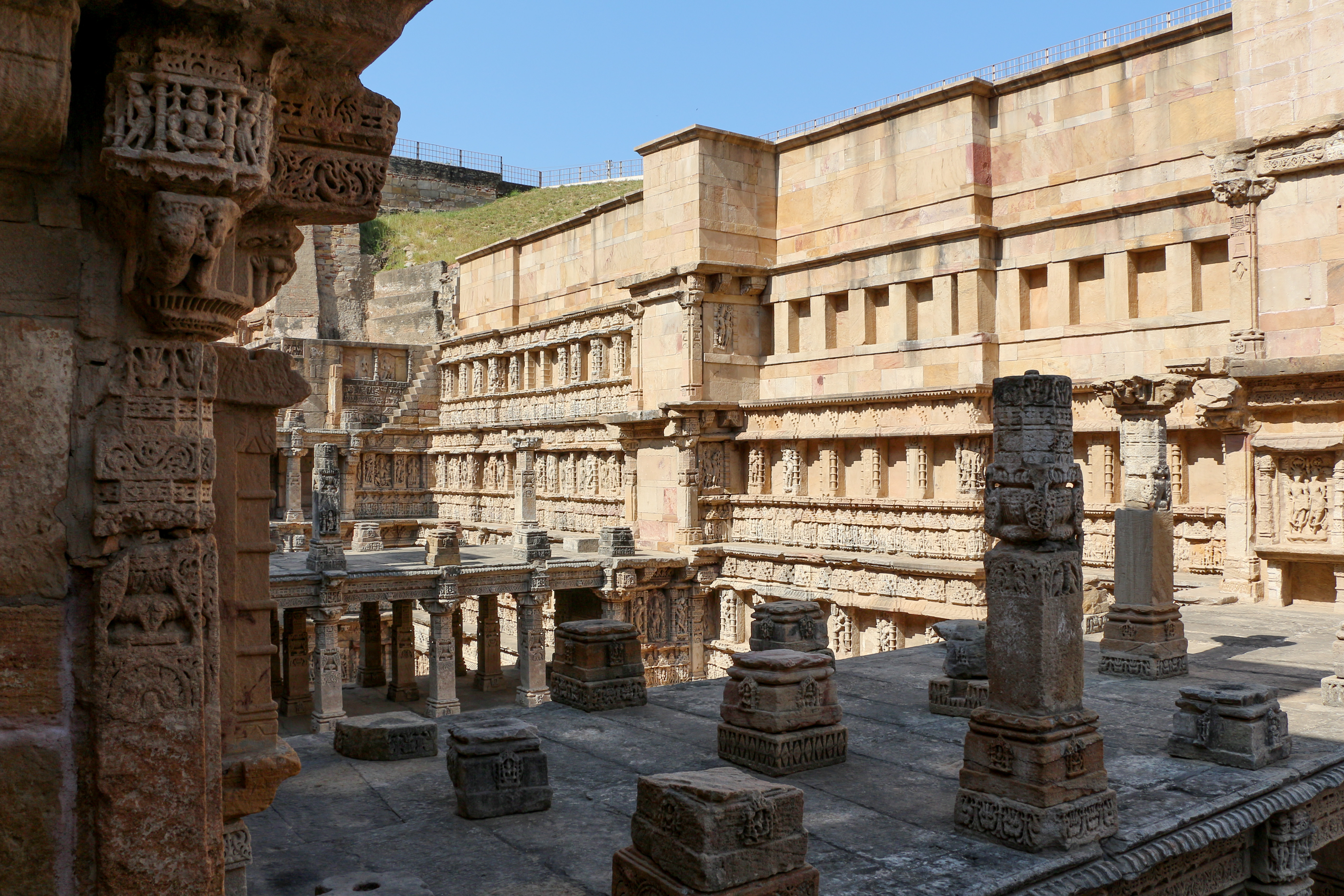
Rani Ki Vav

Der Rani Ki Vav („Brunnen der Königin“) genannte Stufenbrunnen stammt wahrscheinlich aus der zweiten Hälfte des 11. Jahrhunderts, als die Solanki-Dynastie über Gujarat herrschte. Entsprechende schriftliche Zeugnisse (Dokumente oder Inschriften) fehlen zwar, doch wird von der Forschung weitgehend einheitlich angenommen, dass Königin Udayamati zu Ehren ihres verstorbenen Ehemannes Bhimadeva I. (reg. 1022–1064) den Bau errichten ließ. Dies wird bestätigt durch eine Erwähnung im 1304 erschienenen Werk Prabandha Chintamani eines Jain-Mönchs mit Namen Suri. Ob die Fertigstellung des unterirdischen Bauwerks noch zu Lebzeiten der Witwe erfolgte, oder aber während der Herrschaft ihres Sohnes Karnadeva I. (reg. 1064–1093), ist nicht geklärt. Nach der Machtübernahme durch den Islam (um 1300), vielleicht auch schon früher, verschlammte das unterirdische Bauwerk mehr und mehr und wurde erst in den 1980er Jahren unter der Leitung des Archaeological Survey of India ausgegraben, wobei der hervorragend erhaltene Skulpturen- und Reliefschmuck des Bauwerks zutage kam. Die undekorierten (oberen) Teile sind neuzeitliche Ergänzungen der städtischen Verantwortlichen und der Archäologen.

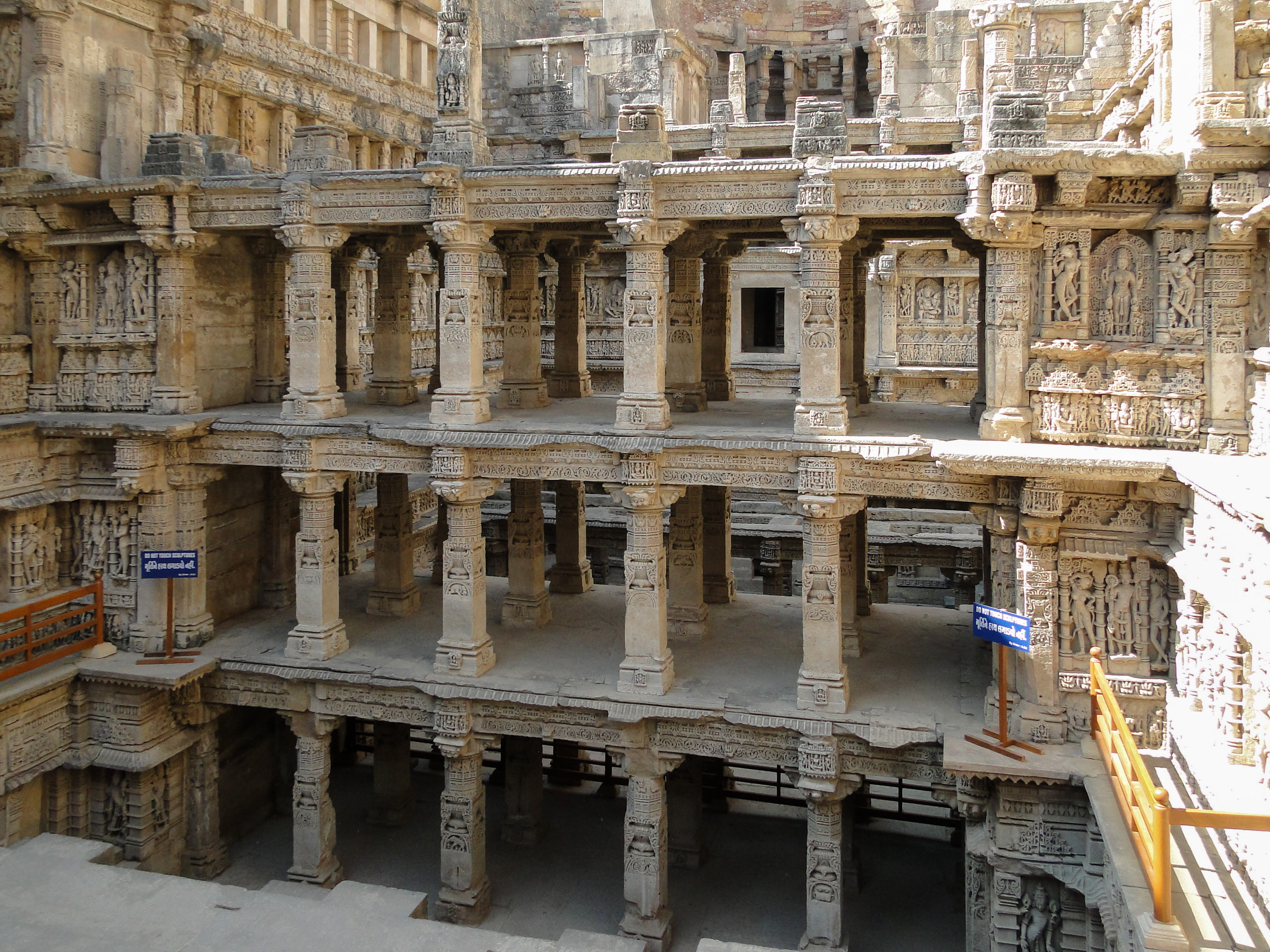
Mehrgeschossige Galerien

## Architektur
Das – wie die meisten indischen Tempelbauten – in Ost-West-Richtung orientierte Bauwerk ist etwa 64 m lang, 20 m breit und 27 m tief. Der Treppenabgang befindet sich auf der Ostseite; der eigentliche Brunnen mit seinem lebenspendenden und lebenserhaltenden Wasser nimmt die Westseite des unterirdischen Bauwerks ein. Der von Grundwasser, aber auch von den Regenfällen der Monsunzeit gespeiste runde Brunnenschacht ist mehrfach horizontal abgestuft; die entsprechenden Gesimse werden im Zugangsbereich fortgeführt, der von drei – leider nur teilweise erhaltenen – mehrgeschossigen Galerien unterteilt ist. Je nach Höhe des Wasserstandes ermöglichten die Portikusgeschosse das Wasserschöpfen von unterschiedlichen Ebenen aus.

## Bauschmuck
Große Teile der Außenwände sind von figürlichen und ornamentalen Reliefs überzogen. Die Mehrzahl der Figuren ist nahezu freiplastisch gearbeitet und stellt zumeist Götterfiguren – hauptsächlich aus dem vishnuitischen Götterpantheon (Varaha, Vamana, Narasimha, Rama, Krishna, Kalkin) – dar, die seitlich von Säulen mit Schaftringen und ‚Schönen Mädchen‘ (surasundharis) gerahmt bzw. begleitet werden. Einige der Mädchen sind dabei, sich zu schminken oder im Spiegel zu betrachten, andere greifen mit einer oder mit beiden Händen in das über ihnen befindliche Blattwerk eines Baumes und können somit auch als Baumnymphen (salabhanjikas) interpretiert werden.
Die im unteren Teil undekorierten quadratischen Pfeiler der mehrgeschossigen Galerien ruhen auf einer ebenfalls quadratischen Basis; in der Mitte jeden Pfeilers erscheint ein Krugmotiv (kalasha) mit seitlich hervorquellenden Blättern. Darüber befindet sich ein mit Reliefs überzogener oktogonaler Teil, über welchem sich eine kreuzförmig auskragende und das steinerne Gebälk tragende Kämpferplatte befindet, deren Stirnseiten als Atlanten gestaltet sind. Während die Frontseiten der darüber befindlichen kurzen Vorderstücke mit kleinen Götterfiguren geschmückt sind, zeigen die seitlich anschließenden Architrave neben zahlreichen Kirtimukha-Motiven überwiegend vegetabilisches und geometrisches Reliefdekor.

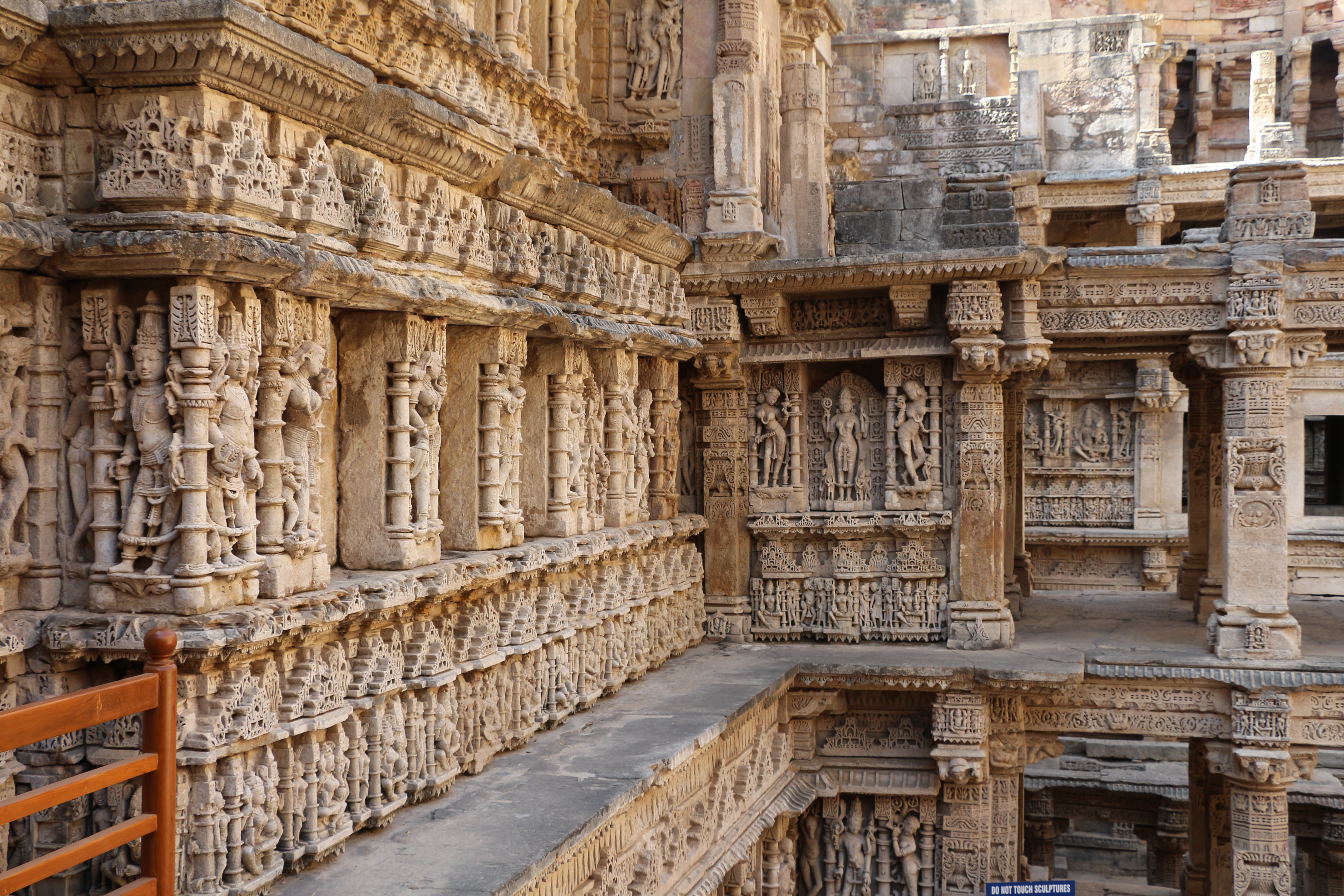
Südliche Seitenwand
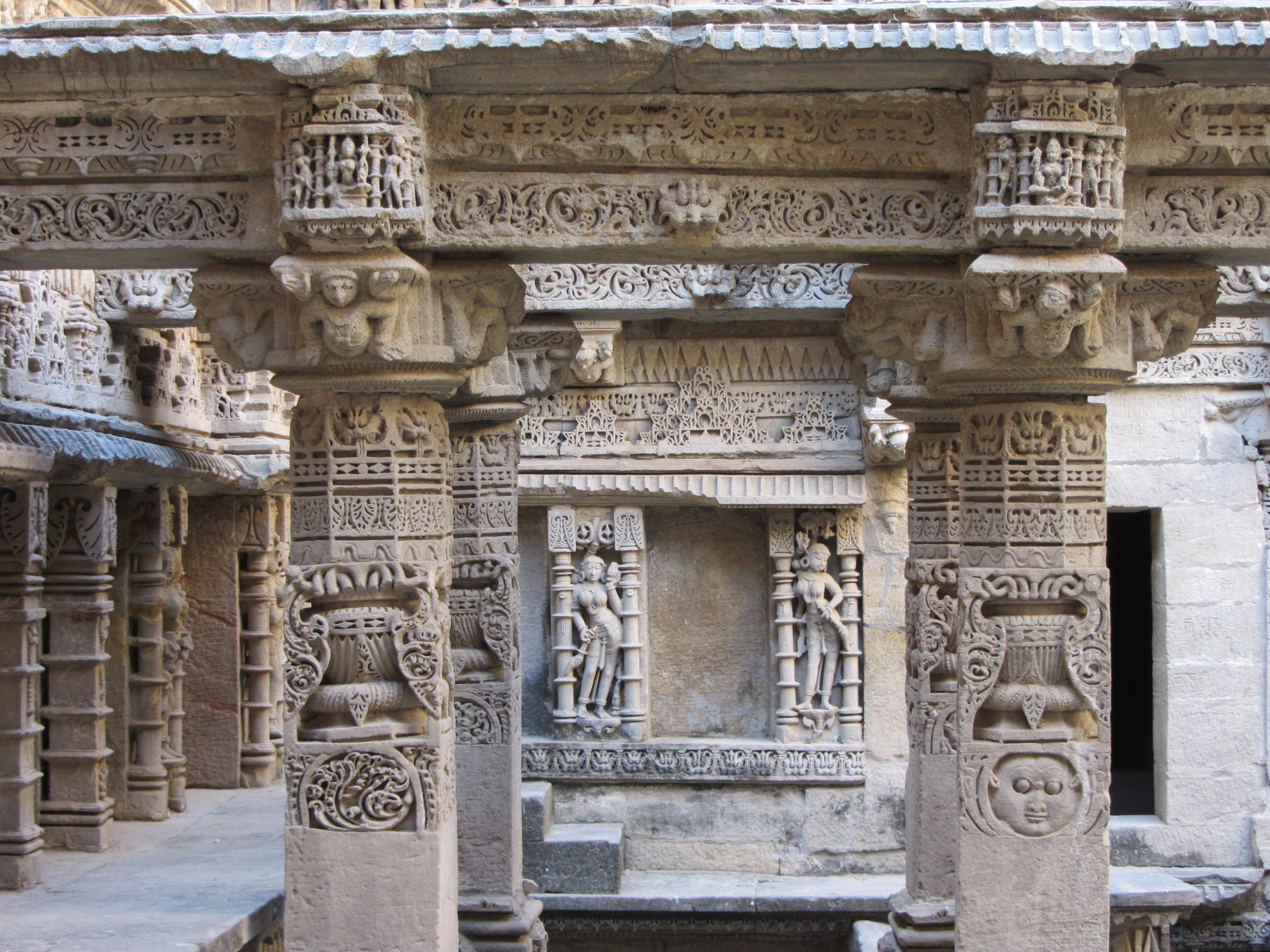
Portikuspfeiler
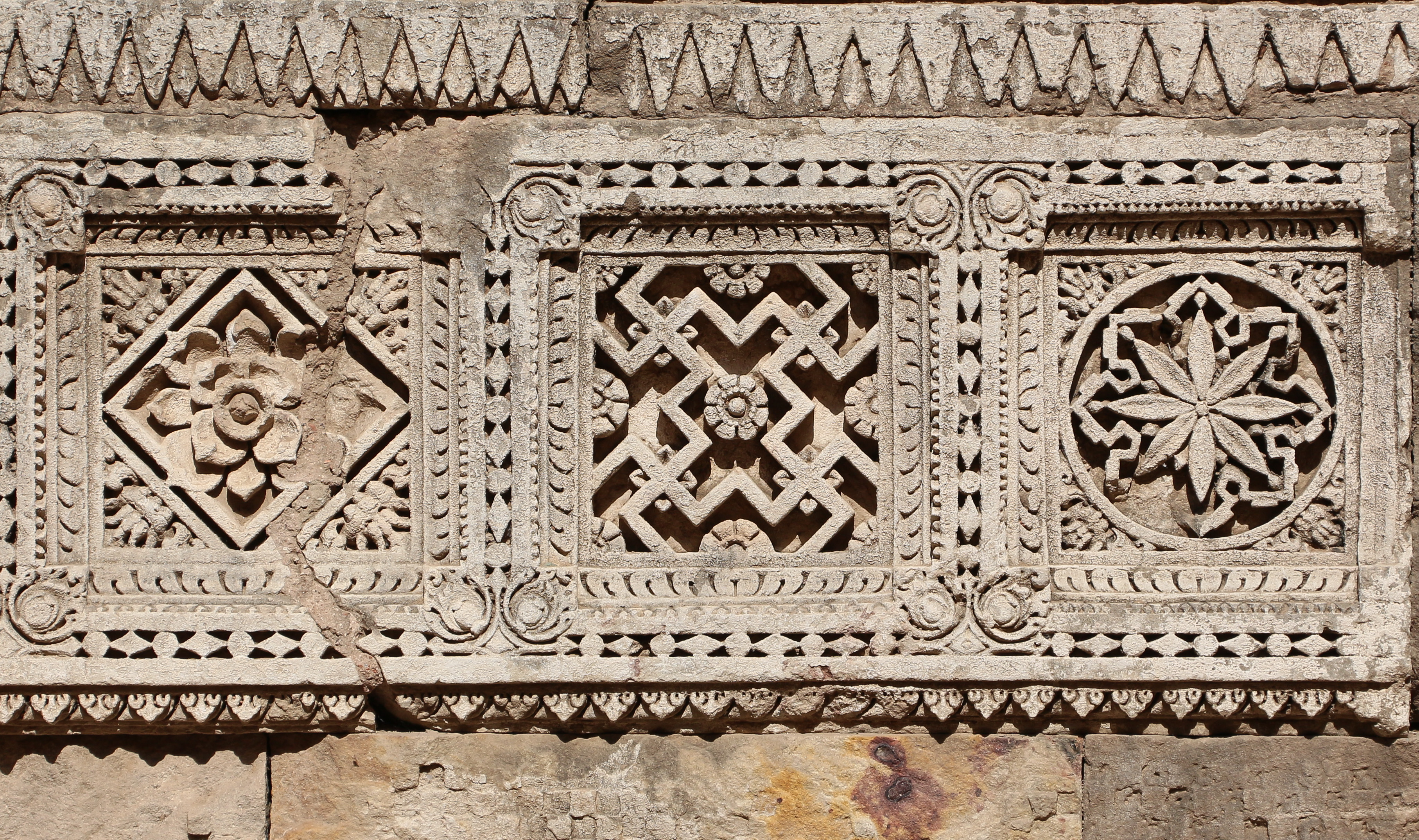
Geometrisch-florale Reliefs
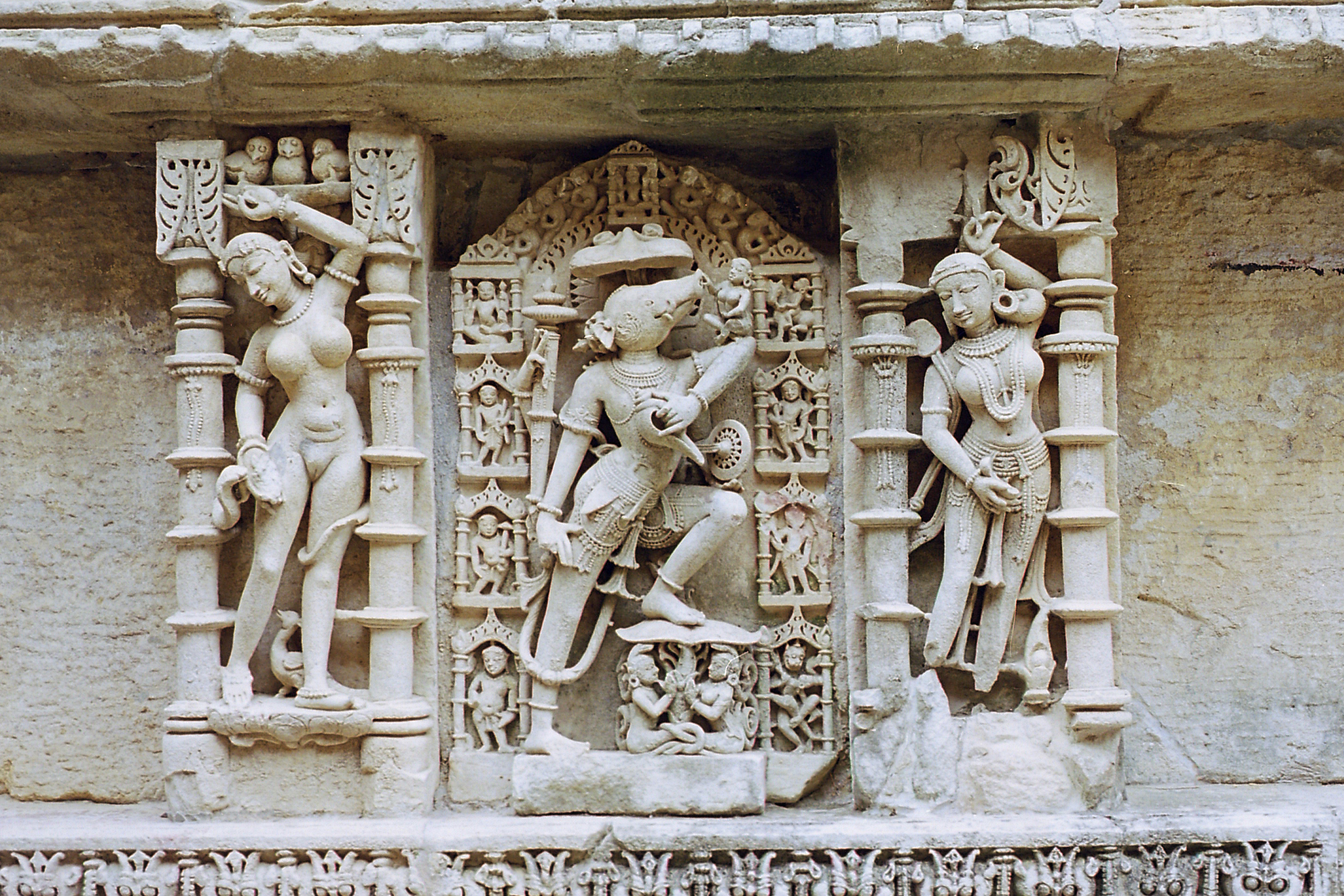
Vishnu als varaha
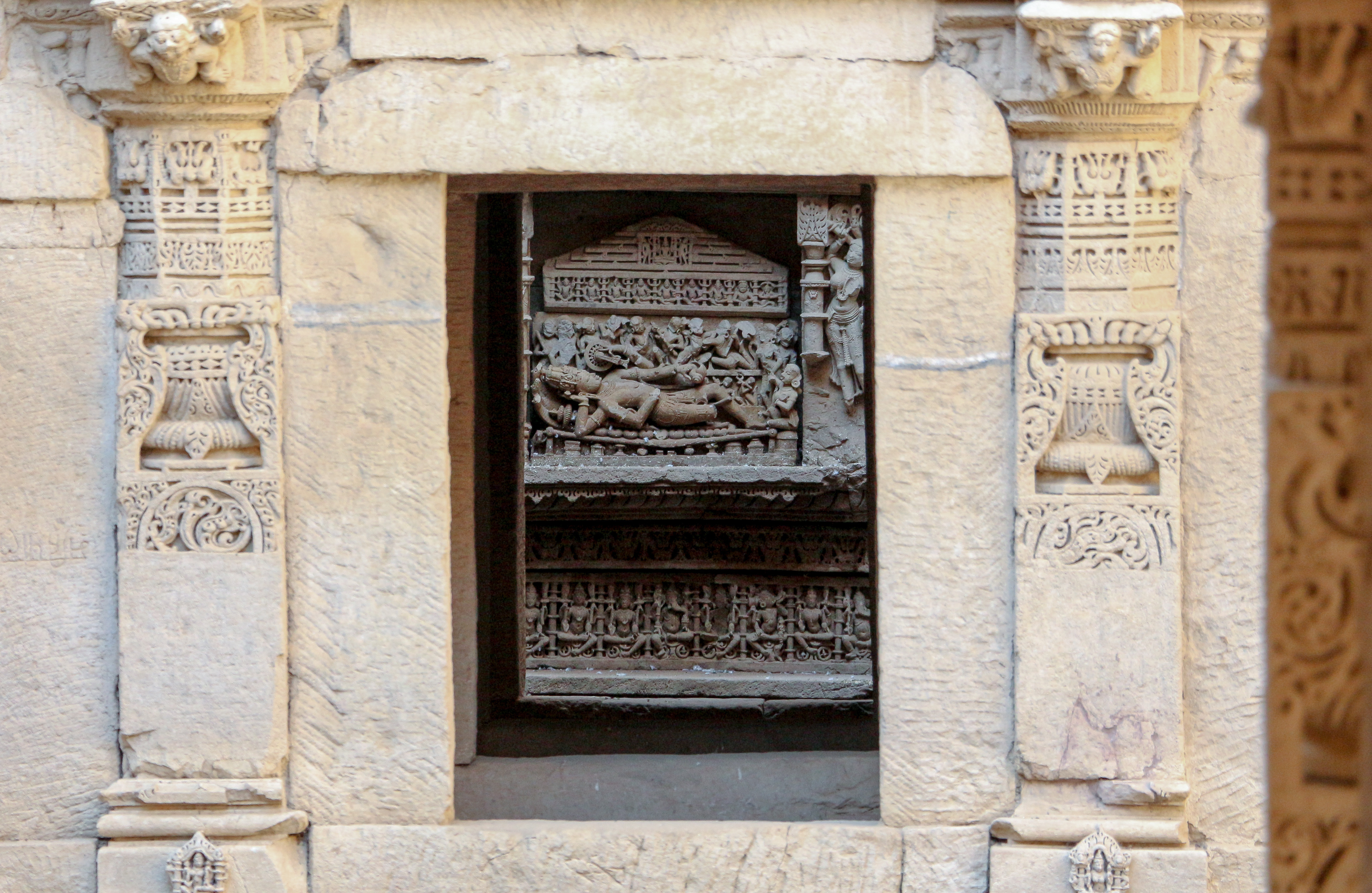
Vishnu auf der Weltenschlange shesha
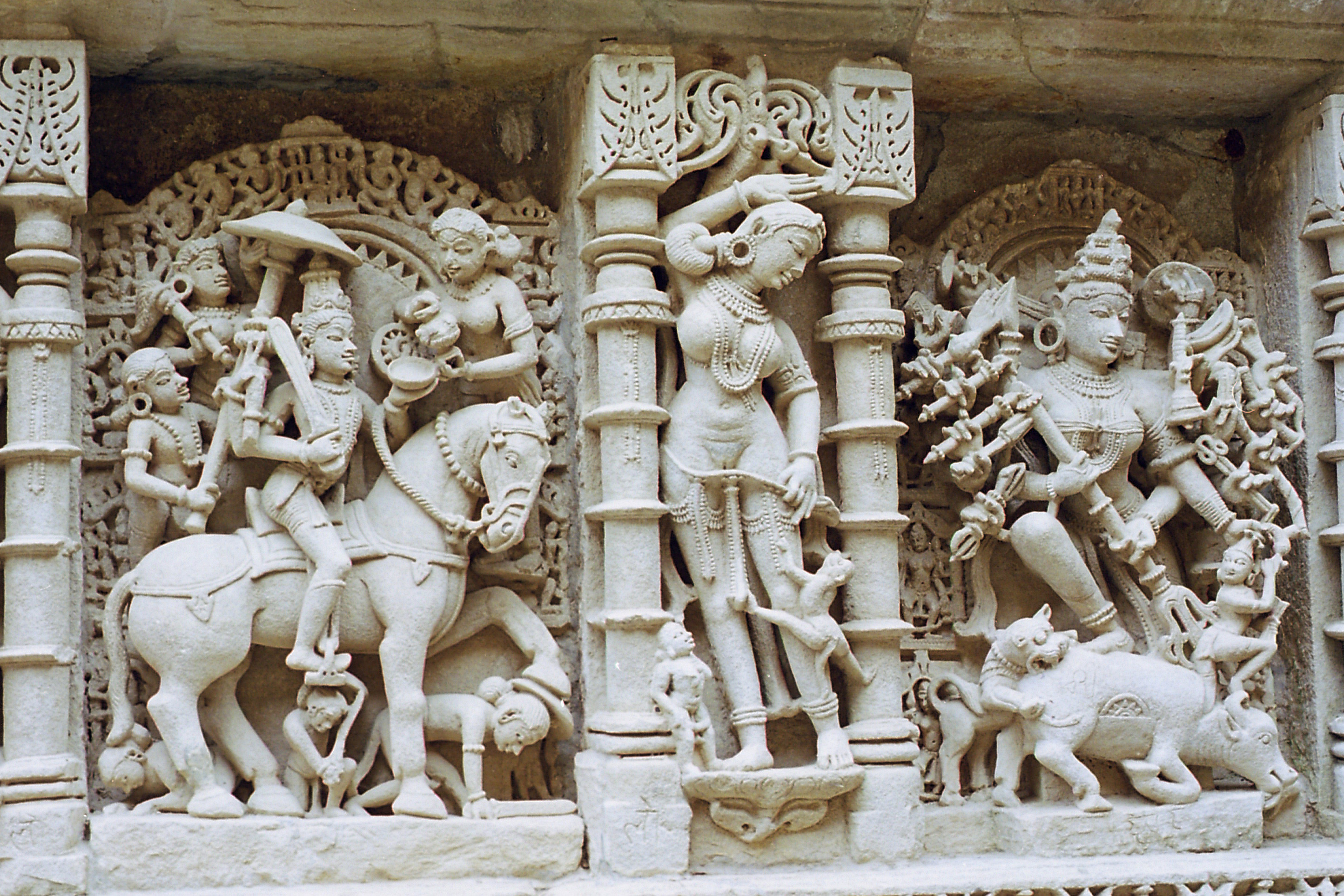
Kalkin (links), Durga (rechts)